# اتحاد سانت فينسنت والغرينادين لكرة القدم
تأسس اتحاد سانت فينسنت والغرينادين لكرة القدم في عام 1979م وانضم إلى الإتحاد الدولي لكرة القدم في 1988م وإنضم إلى اتحاد أمريكا الشمالية لكرة القدم في 1988م.

## روابط خارجية
- الموقع الرسمي